# Jasminum odoratissimum
Jasmin odorant, Jasmin jonquille
Espèce
Jasminum odoratissimum L., le Jasmin odorant, est une espèce de plantes à fleurs dicotylédones de la famille des Oleaceae. On l'appelle aussi Jasmin jonquille en référence à son parfum délicat qui en fait l'un des jasmins les plus utilisés en parfumerie.

## Liste des sous-espèces
Selon World Checklist of Selected Plant Families (WCSP) (6 mai 2014) :
- sous-espèce Jasminum odoratissimum subsp. goetzeanum (Gilg) P.S.Green (1961)
- sous-espèce Jasminum odoratissimum subsp. odoratissimum